# اچ‌ام‌اس ونوس (۱۸۹۵)
اچ‌ام‌اس ونوس (۱۸۹۵) (به انگلیسی: HMS Venus (1895)) یک کشتی بود که طول آن ۳۵۰ فوت (۱۰۶٫۷ متر) بود. این کشتی در سال ۱۸۹۵ ساخته شد.